# کش‌دیمز
کش‌دیمز (به لاتین: Keşdiməz) یک منطقه مسکونی در جمهوری آذربایجان است که در شهرستان آق‌سو واقع شده است. کش‌دیمز ۲۸۲ نفر جمعیت دارد.